# Ameiva
Ameiva è un genere di piccoli sauri della famiglia Teiidae.

## Specie
Comprende le seguenti specie :
- Ameiva ameiva (Linnaeus, 1758)
- Ameiva anomala (Echternacht, 1977)
- Ameiva auberi (Cocteau, 1838)
- Ameiva bifrontata (Cope, 1862)
- Ameiva bridgesii (Cope, 1869)
- Ameiva chaitzami (Stuart, 1942)
- Ameiva chrysolaema (Cope, 1968)
- Ameiva cineracea (Barbour & Noble, 1915) †
- Ameiva corax (Censky & Paulson, 1992)
- Ameiva corvina (Cope, 1861)
- Ameiva dorsalis (Grap, 1938)
- Ameiva edracantha (Bocourt, 1874)
- Ameiva erythrocephala (Daudin, 1802)
- Ameiva exsul (Cope, 1862)

- Ameiva festiva (Lichtenstein, 1856)
- Ameiva fuscata (Garman, 1887)
- Ameiva griswoldi (Barbour, 1916)
- Ameiva leberi (Schwartz & Klinikowski, 1966)
- Ameiva leptophrys (Cope, 1893)
- Ameiva lineolata (Duméril & Bibron, 1839)
- Ameiva major (Duméril & Bibron, 1839) †

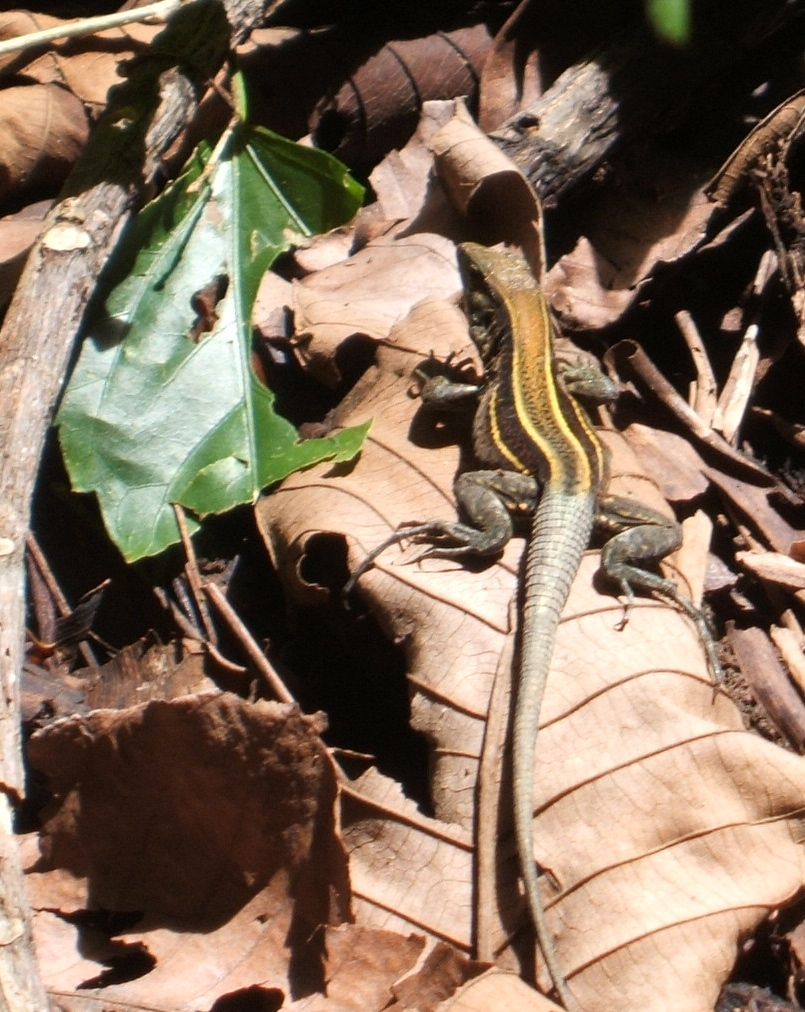
A. quadrilineata, Costa Rica

- Ameiva maynardi (Garman, 1888) – (Great)
- Ameiva niceforoi (Dunn, 1943)
- Ameiva orcesi (Peters, 1964)
- Ameiva plei (Duméril & Bibron, 1839)
- Ameiva pluvianotata (Garman, 1887)
- Ameiva polops (Cope, 1962)
- Ameiva provitaae (Garcia-Peréz, 1995)
- Ameiva quadrilineata (Hallowell, 1861)
- Ameiva septemlineata (Duméril, 1851)
- Ameiva taeniura (Cope, 1862)
- Ameiva undulata (Wiegmann, 1834)
- Ameiva vittata (Boulenger, 1902)
- Ameiva wetmorei (Stejneger, 1913)